# Natação no Campeonato Mundial de Esportes Aquáticos de 2017 - 100 m livre masculino
A prova dos 100 metros livre masculino da natação no Campeonato Mundial de Esportes Aquáticos de 2017 ocorreu nos dias 26 de julho e 27 de julho em Budapeste na Hungria.

## Recordes
Antes desta competição, os recordes mundiais e do campeonato nesta prova eram os seguintes:
| Tipo                  | Atleta      | Tempo | Local | Data                |
| --------------------- | ----------- | ----- | ----- | ------------------- |
|                       | César Cielo | 46,91 | Roma  | 30 de julho de 2009 |
| Recorde do campeonato | César Cielo | 46,91 | Roma  | 30 de julho de 2009 |

## Medalhistas
| Ouro                 | Prata               | Bronze              |
| Caeleb Dressel (USA) | Nathan Adrian (USA) | Mehdy Metella (FRA) |

## Resultados

### Eliminatórias
Esses foram os resultados das eliminatórias. Foram realizadas no dia 26 de julho com início às 09:45. 
| Pos. | Bateria | Raia | Nadador                     | Nacionalidade                   | Tempo   | Notas            |
| ---- | ------- | ---- | --------------------------- | ------------------------------- | ------- | ---------------- |
| 1    | 12      | 4    | Cameron McEvoy              | Austrália                       | 47.97   | Q                |
| 2    | 10      | 3    | Mehdy Metella               | França                          | 48.18   | Q                |
| 3    | 11      | 5    | Caeleb Dressel              | Estados Unidos                  | 48.26   | Q                |
| 4    | 12      | 7    | Jack Cartwright             | Austrália                       | 48.43   | Q                |
| 5    | 10      | 2    | Shinri Shioura              | Japão                           | 48.46   | Q                |
| 5    | 12      | 5    | Duncan Scott                | Reino Unido                     | 48.46   | Q                |
| 5    | 11      | 4    | Nathan Adrian               | Estados Unidos                  | 48.46   | Q                |
| 5    | 11      | 6    | Marcelo Chierighini         | Brasil                          | 48.46   | Q                |
| 9    | 12      | 2    | Yuri Kisil                  | Canadá                          | 48.56   | Q                |
| 9    | 10      | 7    | Danila Izotov               | Rússia                          | 48.56   | Q                |
| 11   | 9       | 0    | Serhiy Shevtsov             | Ucrânia                         | 48.60   | Q                |
| 12   | 12      | 6    | Gabriel Santos              | Brasil                          | 48.64   | Q                |
| 13   | 10      | 4    | Pieter Timmers              | Bélgica                         | 48.67   | Q                |
| 14   | 9       | 5    | Oussama Sahnoune            | Argélia                         | 48.75   | Q                |
| 15   | 11      | 8    | Ivano Vendrame              | Itália                          | 48.78   | Q                |
| 16   | 12      | 1    | Velimir Stjepanović         | Sérvia                          | 48.80   | Q                |
| 17   | 10      | 6    | Joseph Schooling            | Singapura                       | 48.86   |                  |
| 18   | 10      | 0    | Dylan Carter                | Trinidad e Tobago               | 48.87   |                  |
| 18   | 11      | 9    | Richárd Bohus               | Hungria                         | 48.87   |                  |
| 20   | 10      | 8    | Kristian Golomeev           | Grécia                          | 48.88   |                  |
| 21   | 12      | 8    | Dominik Kozma               | Hungria                         | 48.89   |                  |
| 22   | 10      | 5    | Luca Dotto                  | Itália                          | 48.91   |                  |
| 23   | 10      | 1    | Kacper Majchrzak            | Polónia                         | 48.98   |                  |
| 24   | 11      | 3    | Vladimir Morozov            | Rússia                          | 48.99   |                  |
| 25   | 11      | 2    | Damian Wierling             | Alemanha                        | 49.07   |                  |
| 26   | 11      | 7    | Yu Hexin                    | China                           | 49.08   |                  |
| 27   | 11      | 0    | Federico Grabich            | Argentina                       | 49.09   |                  |
| 28   | 12      | 3    | Katsumi Nakamura            | Japão                           | 49.10   |                  |
| 29   | 9       | 6    | Cristian Quintero           | Venezuela                       | 49.19   |                  |
| 30   | 12      | 9    | Hanser García               | Cuba                            | 49.33   |                  |
| 31   | 9       | 1    | Ben Schwietert              | Países Baixos                   | 49.41   |                  |
| 32   | 8       | 2    | Mohamed Samy                | Egito                           | 49.42   |                  |
| 33   | 8       | 1    | Miguel Nascimento           | Portugal                        | 49.56   |                  |
| 34   | 9       | 8    | Mislav Sever                | Croácia                         | 49.61   |                  |
| 35   | 8       | 9    | Markus Lie                  | Noruega                         | 49.65   | Recorde nacional |
| 36   | 9       | 9    | Jordan Sloan                | Irlanda                         | 49.66   |                  |
| 37   | 9       | 4    | Hoàng Quý Phước             | Vietname                        | 49.67   |                  |
| 38   | 9       | 7    | Anders Lie                  | Dinamarca                       | 49.71   |                  |
| 39   | 8       | 7    | Ben Hockin                  | Paraguai                        | 49.78   |                  |
| 40   | 8       | 4    | Ari-Pekka Liukkonen         | Finlândia                       | 49.79   |                  |
| 41   | 7       | 4    | Adil Kaskabay               | Cazaquistão                     | 49.81   |                  |
| 42   | 9       | 2    | Yauhen Tsurkin              | Bielorrússia                    | 49.82   |                  |
| 43   | 11      | 1    | Simonas Bilis               | Lituânia                        | 49.83   |                  |
| 44   | 12      | 0    | Marius Radu                 | Roménia                         | 49.86   |                  |
| 45   | 8       | 5    | Khurshidjon Tursunov        | Uzbequistão                     | 49.91   |                  |
| 46   | 8       | 6    | Aleksandar Nikolov          | Bulgária                        | 49.99   |                  |
| 46   | 9       | 3    | Zane Waddell                | África do Sul                   | 49.99   |                  |
| 48   | 8       | 8    | Hüseyin Emre Sakçı          | Turquia                         | 50.01   |                  |
| 49   | 7       | 6    | Julien Henx                 | Luxemburgo                      | 50.06   | Recorde nacional |
| 50   | 7       | 8    | Mikel Schreuders            | Aruba                           | 50.12   |                  |
| 51   | 8       | 3    | Sam Perry                   | Nova Zelândia                   | 50.14   |                  |
| 52   | 7       | 5    | Liran Konovalov             | Israel                          | 50.16   |                  |
| 53   | 7       | 7    | Luís Flores                 | Porto Rico                      | 50.31   |                  |
| 54   | 7       | 9    | Bradley Vincent             | Ilhas Maurícias                 | 50.38   |                  |
| 55   | 8       | 0    | Daniel Ramírez              | México                          | 50.54   |                  |
| 56   | 7       | 1    | Kregor Zirk                 | Estónia                         | 51.00   |                  |
| 56   | 6       | 2    | Xander Skinner              | Namíbia                         | 51.00   |                  |
| 58   | 7       | 2    | Wang Yu-lian                | Taipé Chinesa                   | 51.04   |                  |
| 59   | 6       | 3    | Peter Wetzlar               | Zimbabwe                        | 51.08   |                  |
| 60   | 6       | 5    | Christian Sperandio Sánchez | República Dominicana            | 51.15   |                  |
| 61   | 6       | 7    | Mokhtar Al-Yamani           | Iêmen                           | 51.19   |                  |
| 62   | 7       | 0    | Sam Seghers                 | Papua-Nova Guiné                | 51.29   |                  |
| 63   | 6       | 4    | Enzo Martínez               | Uruguai                         | 51.39   |                  |
| 64   | 6       | 6    | Kent Cheung                 | Hong Kong                       | 51.49   |                  |
| 65   | 6       | 0    | Jean-Luc Zephir             | Santa Lúcia                     | 51.98   |                  |
| 66   | 6       | 8    | Matthew Zammit              | Malta                           | 52.09   |                  |
| 66   | 5       | 4    | Giorgi Biganishvili         | Geórgia                         | 52.09   |                  |
| 68   | 6       | 1    | Kevin Avila Soto            | Guatemala                       | 52.18   |                  |
| 69   | 3       | 6    | Jagger Stephens             | Guam                            | 52.35   |                  |
| 70   | 5       | 3    | Mahfizur Rahman Sagor       | Bangladesh                      | 52.55   |                  |
| 71   | 6       | 9    | Mohammed Bedour             | Jordânia                        | 52.68   |                  |
| 72   | 5       | 5    | Noah Mascoll-Gomes          | Antígua e Barbuda               | 52.81   |                  |
| 73   | 3       | 3    | Farhan Farhan               | Bahrein                         | 52.83   |                  |
| 74   | 3       | 5    | Adel El-Fakir               | Líbia                           | 53.00   |                  |
| 75   | 3       | 4    | Bakr Al-Dulaimi             | Iraque                          | 53.12   |                  |
| 76   | 5       | 7    | Serginni Marten             | Curaçau                         | 53.18   |                  |
| 77   | 5       | 6    | Souhail Hamouchane          | Marrocos                        | 53.52   |                  |
| 78   | 4       | 5    | Anthony Souaiby             | Líbano                          | 53.62   |                  |
| 79   | 5       | 2    | Miguel Mena                 | Nicarágua                       | 53.68   |                  |
| 80   | 5       | 1    | Kimani Maina                | Quênia                          | 53.72   |                  |
| 81   | 7       | 3    | Triady Fauzi Sidiq          | Indonésia                       | 54.22   |                  |
| 82   | 5       | 8    | Vladimir Mamikonyan         | Armênia                         | 54.26   |                  |
| 83   | 5       | 9    | Heriniavo Rasolonjatovo     | Madagáscar                      | 54.70   |                  |
| 84   | 5       | 0    | Ado Gargović                | Montenegro                      | 54.89   |                  |
| 85   | 4       | 4    | Christian Nikles            | Brunei                          | 55.05   |                  |
| 86   | 3       | 0    | Dean Hoffman                | Seicheles                       | 55.15   |                  |
| 87   | 1       | 4    | Hannibal Gaskin             | Guiana                          | 55.53   |                  |
| 88   | 2       | 9    | Abdalla Aboughazala         | Catar                           | 55.67   |                  |
| 89   | 1       | 1    | Temaruata Strickland        | Ilhas Cook                      | 55.82   |                  |
| 90   | 4       | 3    | Kerry Ollivierre            | Granada                         | 55.91   |                  |
| 91   | 2       | 5    | Adrian Robinson             | Botswana                        | 56.01   |                  |
| 92   | 4       | 2    | Nabeel Hatoum               | Palestina                       | 56.08   |                  |
| 93   | 3       | 8    | Yellow Yeiyah               | Nigéria                         | 56.38   |                  |
| 94   | 2       | 8    | Boldbaataryn Buyantogtokh   | Mongólia                        | 56.50   |                  |
| 95   | 2       | 6    | Theo Chiabaut               | Mónaco                          | 56.63   |                  |
| 96   | 2       | 6    | Adil Bharmal                | Tanzânia                        | 56.68   |                  |
| 97   | 4       | 7    | Kaleo Kihleng               | Estados Federados da Micronésia | 56.79   |                  |
| 98   | 1       | 0    | Billy-Scott Irakose         | Burundi                         | 56.93   |                  |
| 99   | 2       | 2    | Mark Hoare                  | Essuatíni                       | 57.38   |                  |
| 100  | 2       | 3    | Muhammad Khan               | Paquistão                       | 57.53   |                  |
| 101  | 1       | 7    | Tongli Panuve               | Tonga                           | 58.21   |                  |
| 102  | 1       | 8    | Cheng Pirort                | Camboja                         | 58.52   |                  |
| 103  | 2       | 1    | Olim Kurbanov               | Tajiquistão                     | 58.56   |                  |
| 104  | 3       | 2    | Joshua Tibatemwa            | Uganda                          | 58.79   |                  |
| 105  | 1       | 5    | Shawn Dingilius-Wallace     | Palau                           | 58.81   |                  |
| 106  | 1       | 3    | Anubhav Subba               | Nepal                           | 59.11   |                  |
| 107  | 2       | 4    | Cruz Halbich                | São Vicente e Granadinas        | 59.54   |                  |
| 108  | 4       | 9    | David Roberto               | Marianas Setentrionais          | 1:01.18 |                  |
| 109  | 2       | 0    | Ismail Muthasim Adnan       | Maldivas                        | 1:01.68 |                  |
| 110  | 4       | 8    | Jefferson Kpanou            | Benim                           | 1:10.40 |                  |
| 111  | 3       | 1    | Kokou Amegashie             | Togo                            | 1:11.13 |                  |
| 112  | 3       | 9    | Phillip Kinono              | Ilhas Marshall                  | 1:12.94 |                  |
| 113  | 4       | 0    | Hamid Rahimi                | Afeganistão                     | 1:16.81 |                  |
| —    | 10      | 9    | Jan Świtkowski              | Polónia                         | DNS'    | DNS'             |
| —    | 1       | 2    | Abeiku Jackson              | Gana                            | DNS'    | DNS'             |
| —    | 1       | 6    | Momodou Saine               | Gâmbia                          | DNS'    | DNS'             |
| —    | 2       | 7    | Rashed Al-Tarmoom           | Federação de membros suspensos  | DNS'    | DNS'             |
| —    | 3       | 7    | Adama Niane                 | Senegal                         | DNS'    | DNS'             |
| —    | 4       | 1    | Oumar Kaba                  | Guiné                           | DNS'    | DNS'             |

### Semifinal
Esses foram os resultados das semifinais. Foram realizadas no dia 26 de julho com início às 17h41. 
Semifinal 1
| Pos. | Raia | Nadador             | Nacionalidade | Tempo | Notas |
| ---- | ---- | ------------------- | ------------- | ----- | ----- |
| 1    | 4    | Mehdy Metella       | França        | 47.65 | Q     |
| 2    | 5    | Jack Cartwright     | Austrália     | 47.97 | Q     |
| 3    | 6    | Duncan Scott        | Reino Unido   | 48.10 | Q     |
| 4    | 3    | Marcelo Chierighini | Brasil        | 48.31 | Q     |
| 5    | 1    | Oussama Sahnoune    | Argélia       | 48.33 |       |
| 6    | 2    | Yuri Kisil          | Canadá        | 48.50 |       |
| 7    | 8    | Velimir Stjepanović | Sérvia        | 48.66 |       |
| 8    | 7    | Gabriel Santos      | Brasil        | 48.72 |       |

Semifinal 2
| Pos. | Raia | Nadador         | Nacionalidade  | Tempo | Notas |
| ---- | ---- | --------------- | -------------- | ----- | ----- |
| 1    | 5    | Caeleb Dressel  | Estados Unidos | 47.66 | Q     |
| 2    | 6    | Nathan Adrian   | Estados Unidos | 47.85 | Q     |
| 3    | 4    | Cameron McEvoy  | Austrália      | 47.95 | Q     |
| 4    | 7    | Serhiy Shevtsov | Ucrânia        | 48.30 | Q,    |
| 5    | 3    | Shinri Shioura  | Japão          | 48.54 |       |
| 6    | 8    | Ivano Vendrame  | Itália         | 48.71 |       |
| 7    | 2    | Danila Izotov   | Rússia         | 48.78 |       |
| 8    | 1    | Pieter Timmers  | Bélgica        | 48.96 |       |

### Final
A final foi realizada em 27 de julho às 17h51. 
| Pos.              | Raia | Nadador             | Nacionalidade  | Tempo | Notas            |
| ----------------- | ---- | ------------------- | -------------- | ----- | ---------------- |
| Medalha de ouro   | 5    | Caeleb Dressel      | Estados Unidos | 47.17 | Recorde nacional |
| Medalha de prata  | 3    | Nathan Adrian       | Estados Unidos | 47.87 |                  |
| Medalha de bronze | 4    | Mehdy Metella       | França         | 47.89 |                  |
| 4                 | 6    | Cameron McEvoy      | Austrália      | 47.92 |                  |
| 5                 | 7    | Duncan Scott        | Reino Unido    | 48.11 |                  |
| 5                 | 8    | Marcelo Chierighini | Brasil         | 48.11 |                  |
| 7                 | 2    | Jack Cartwright     | Austrália      | 48.24 |                  |
| 8                 | 1    | Serhiy Shevtsov     | Ucrânia        | 48.26 | Recorde nacional |

Legenda
| Recorde mundial       | Recorde mundial (World record)               |                       | Recorde africano                      | Recorde africano (African) |                                           | Q | Classificado por posição (Qualified) |
| Recorde do campeonato | Recorde do campeonato (Championship record)  | Recorde da América    | Recorde da América (Americas)         | q                          | Classificado por melhor tempo (Qualified) |   |                                      |
| Melhor marca do ano   | Melhor marca do ano (World leading)          | Recorde asiático      | Recorde asiático (Asian)              | DNS                        | Não largou (Did not start)                |   |                                      |
| Recorde nacional      | Recorde nacional (National record)           | Recorde europeu       | Recorde europeu (European)            | DNF                        | Não terminou (Did not finish)             |   |                                      |
| Recorde pessoal       | Recorde pessoal do atleta (Personal best)    | Recorde da Oceania    | Recorde da Oceania (Oceania)          | DSQ / DQ                   | Desclassificado (Disqualified)            |   |                                      |
| Recorde da temporada  | Recorde da temporada do atleta (Season best) | Recorde sul-americano | Recorde sul-americano (South America) | NM                         | Sem marca (No mark)                       |   |                                      |